# فيروتشو فالكاريدجي
فيروتشو فالكاريدجي (Ferruccio Valcareggi)، (ترييستي، 12 فبراير 1912 - فلورنسا، 2 نوفمبر 2005)، لاعب كرة قدم إيطالي سابق ومدرب كرة قدم إيطالي سابق.
و كان فالكاريجي قد قاد منتخب إيطاليا لكرة القدم في الفترة ما بين 1966 و1974، حيث قادهم إلى الفوز بكأس الأمم الأوروبية لكرة القدم 1968 والوصول إلى المباراة النهائية لكأس العالم لكرة القدم 1970 والخسارة أمام منتخب البرازيل لكرة القدم، وقد خسرت إيطاليا 6 مباريات في الفترة التي قاد فيها فالكاريجي الفريق، وكان فالكاريجي قد لعب لأندية ترييستينا ونادي بولونيا ونادي فيورنتينا.